# Austrofromia polypora
Austrofromia polypora är en sjöstjärneart som först beskrevs av Hubert Lyman Clark 1916.  Austrofromia polypora ingår i släktet Austrofromia och familjen Ophidiasteridae. Inga underarter finns listade i Catalogue of Life.